# 貝利厄峰
貝利厄峰（英語：Baillieu Peak）是南極洲的山峰，位於麥克羅伯特森地，處於布魯斯角以南46公里和皮爾斯峰西南面19公里，海拔高度1,380米，在1931年2月被發現，現時由南極條約體系管理。